# John Micgiel
John Stanley Micgiel (ur. 1953 w USA) – amerykański historyk i politolog, były wykładowca stosunków międzynarodowych na Columbia University, były dyrektor Instytutu Europy Środkowo-Wschodniej i zastępca dyrektora Harriman Institute. Były prezes i dyrektor generalny Fundacji Kościuszkowskiej w Nowym Jorku. Długoletni wykładowca Studium Europy Wschodniej Uniwersytetu Warszawskiego.
Obszar jego zainteresowań naukowych obejmuje współczesną historię oraz politykę Europy Środkowo-Wschodniej.

## Życiorys
W 1975 ukończył studia, zdobywając licencjat  (Bachelor of Arts, B.A.) na University of Massachusetts (Amherst, USA), w 1977 uzyskał stopień Masters in International Affairs (MIA) na Columbia University (School of International Affairs). W styczniu 1992 uzyskał stopień doktora (Ph.D.) na Wydziale Historii Uniwersytetu Columbia w Nowym Jorku,  jako autor rozprawy doktorskiej "Coercion and the Establishment of Communist Rule in Poland, 1944-1947" (pol. „Przymus i ustanowienie władzy komunistycznej w Polsce 1944-1947”).
Wieloletni wykładowca akademicki historii i stosunków międzynarodowych: Wydział Nauk Politycznych Columbia University (1989-1990), Wydział Polityki New York University (1990), Szkoła Spraw Międzynarodowych i Publicznych (SIPA) Columbia University (1990-2013), Wydział Historii Columbia University (1996), Wyższa Szkoła Biznesu -National Louis University, Nowy Sącz (2002-2007), Szkoła Letnia Wschodnioeuropejska Uniwersytetu Warszawskiego (1995-2010, 2017), Estońska Szkoła Dyplomacji (1998-2013), Ośrodek Studiów Wschodnich Uniwersytetu Warszawskiego (2007-2014, 2016-nadal).
Pełnił bardzo wiele funkcji, m.in.: członek zarządu Instytutu Józefa Piłsudskiego w Ameryce (1985-2007); od 1989 zastępca dyrektora, w latach 1994-2010 dyrektor Institute on East Central Europe (IECE), East Central European Center (ECEC); współzałożyciel i przewodniczący Columbia University Seminar on Post-Communist States, Societies, and Economies (1992-2003); członek National Polish American-Jewish American Council (2001-2008); zastępca dyrektora Instytutu Harrimana (1995-2013); współzałożyciel i dyrektor American Polish Advisory Council (2002-2013); prezes i dyrektor wykonawczy Fundacji Kościuszkowskiej (2014-2016), dyrektor Warsaw East European Conference (2017-2021).

## Publikacje (wybór)
- Redaktor (z: Robert H. Scott oraz H.B. Segel), Proceedings of the Conference on Poles and Jews:  Myth and Reality in the Historical Context, Institute on East Central Europe, New York, 1986
- Tłumacz (z Michael H. Bernhard), The Establishment of Communist Rule in Poland, 1943-1948, by Krystyna Kersten, University of California Press, Berkeley, 1991
- Redaktor Wilsonian East Central Europe, The Pilsudski Institute, New York, 1995
- Redaktor State and Nation Building in East Central Europe: Contemporary Perspectives, Institute on East Central Europe, New York, 1996
- Redaktor Perspectives on Political and Economic Transitions after Communism, Institute on East Central Europe, New York, 1997
- Redaktor The Transformations of 1989-1999: Triumph or Tragedy?, East Central European Center, New York, 2000
- Redaktor Democracy and Integration in an Enlarging Europe, Institute for the Study of Europe, New York, 2002
- Redaktor (z Glenda Rosenthal), The Changing Face of Transatlantic Relations, Institute for the Study of Europe, New York, 2004
- Redaktor (z Volker R. Berghahn), The Plight of the Roma, Institute for the Study of Europe, New York, 2005
- Redaktor (z Piotr S. Wandycz), Essays on Polish Foreign Policy, The Pilsudski Institute, New York, 2007
- Redaktor dziesięciu roczników Intermarium, Online Journal of East Central European postwar history and politics, Columbia University’s Institute on East Central Europe, Instytut Studiów Politycznych Polskiej Akademii Nauk, Nowy Jork, 1997-2007
- Redaktor pięciu roczników Warsaw East European Review, Studium Europy Wschodniej, Uniwersytet Warszawski, Warszawa, 2017-2021
- Project Eagle. Polscy wywiadowcy w raportach i dokumentach wojennych amerykańskiego Biura Służb Strategicznych, Universitas, Kraków 2019, ISBN 97883-242-3549-0, e-ISBN 97883-242-2982-6

## Nagrody i wyróżnienia
Honory i godności akademickie
- Columbia University Fellowship (1979-1980);
- Jurzykowski Fellowship; Columbia University Departmental Assistantship (1980-1981)
- Columbia University President's Fellowship; National Resource Fellowship; Kosciuszko Foundation Fellowship for research in the Polish Underground Movement Study Trust, the Polish Institute and General Sikorski Museum, London, and the Hoover Institution Archives, Stanford, CA (1981-1982);
- IREX Doctoral Research Grant in Poland (1982-1984);
- Pilsudski Institute grant for archival research in London;
- Columbia University History Dept. Fellowship (1983-1984);
- Foreign Language and Area Studies Fellowship (FLAS) (1984-1985);
- Woodrow Wilson Center Short Term Grant (1988-1989);
- Faculty Escort, Fulbright-Hays Summer Seminar Abroad in Poland-Czechoslovakia (1992);
- New York City Council Certificate of Merit for Outstanding Service to the Polish Community (1993);
- IREX Post-Doctoral Research Grant in Poland (1993-1994);
- Workshop on Nationalism and Ethnic Conflict grant, sponsored by the Pew Charitable Trusts and Columbia University for travel to Slovakia, Ukraine, and Estonia (1995);
- Columbia College Travel Grant, Tallin i Tartu, Estonia (1997);
- Grant badawczy, Geisteswissenschaftliches Zentrum fur Geschichte, Leipzig i Berlin, Niemcy (1999);
- USIA Speaker and Specialist Award, Tallin, Estonia oraz Bruksela, Belgia (1999);
- USIA Speaker and Specialist Award, Tallin, Estonia (2000);
- Sciences Po teaching grant, Paris and Dijon, France, (2002);
- US Department of State Travel Grant, Tallin, Estonia (2004);
- Grant Departamentu Stanu USA, Tallin, Estonia (2009);
- Nagroda Rektora UW za publikację książki Projekt Orzeł: Polscy wywiadowcy w raportach i dokumentach wojennych amerykańskiego Biura Służb Strategicznych (2020)

Ordery i odznaczenia
- Krzyż Kawalerski Orderu Zasługi RP (2000)
- Krzyż Komandorski Orderu Wiernej Służby Republiki Rumunii (2001)
- Krzyż Oficerski Orderu Zasługi RP (2005)
- Medal 10-lecia Polskiego Instytutu Pamięci Narodowej (2010)
- Krzyż Komandorski Orderu Zasługi RP (2011)